# Heterotis buettneriana
Heterotis buettneriana là một loài thực vật có hoa trong họ Mua. Loài này được (Cogn. ex Büttner) Jacq.-Fél. mô tả khoa học đầu tiên.